# مانع بن شلحاط
مانع بن شلحاط ، مواليد (1954-) وهو شاعر سعودي ، ولد في مدينة الكويت ، ويعد من مشاهير الشعر الشعبي في الجزيرة العربية.

## بدايته
بدأ كتابة الشعر العربي عام 1974 ، وله عدد من القصائد العامية ومنها
، إن بغيتوا تفلحون، يالدبيبة، كل ما توحين، انا ابشر .
نشرت مجلة مرآة الأمة ومجلة النهضة أول قصائده عام 1974 ، وكانت القصيدة غزلية، وفي احدي الأحاديث الصحفية قبل سنوات علق عن رأي الناس في قصائده بانة شديد الفخر والثقة فيما يقدم ولا يلتفت أو يعلق على الانتقادات .
الشاعر مانع بن شلحاط أحد شعراء الوطن، شاعر جريء، له أمسيات عديدة، ومشاركات وطنية وغزلية قوية، شاعر ينتقد من حوله بجرأة، لا يعجبه تعامل مهرجان الجنادرية وجمعيات الثقافة والفنون مع الشعراء، كشف لنا عدة أوجه شعرية وعدة مواجهات جريئة له، وبين لنا ماذا دار بينه وبين الشيخ ابن عثيمين – رحمه الله – في محادثة حول مدخول الشعر والشعراء

## أنظر أيضا
- ضيدان بن قضعان
- مهذل الصقور
- محمد بن فطيس المري